# Адальберо (герцог Каринтии)
Адальберо (нем. Adalbero; 980 — 29 ноября 1039) — маркграф Карантанской марки (Штирии) в 1011—1035 годах из династии Эппенштейнов.

## Биография

### Правление
Адальберо был сыном Маркварта II Эппенштейна, маркграфа Карантанской марки (современная федеральная земля Штирия) и Гадемунды фон Эберсберг, входящей в Каринтийское герцогство. Ему удалось завоевать доверие императора Генриха II, и в 1011 году император передал Адальберо престол Каринтии, отстранив от наследования юного Конрада II.
Адальберо неоднократно участвовал в военных походах императора в Италию и успешно боролся против сторонников Конрада Каринтийского. Однако в 1024 году императором стал Конрад II, двоюродный брат Конрада Каринтийского. Вскоре Адальберо поднял восстание, но был разбит и в 1035 году смещён с престола Каринтии и Карантанской марки. Спустя четыре года Адальберо скончался в изгнании. Его потомки вернули себе Каринтийское герцогство в 1076 году.

### Брак и дети
Жена — Беатриса Швабская (умерла в 1025), дочь Германа II, герцога Швабии, сестра жены императора Конрада II. Дети:
- Маркварт III (умер в 1077), герцог Каринтии (c 1076 года)
- Вилибирга, замужем за Отакаром I, маркграфом Штирии (1056—1074)